# إبراهيم المشهور
السلطان إبراهيم المشهور السلطان أبو بكر الخليل إبراهيم شاه (17 سبتمبر 1873 - 8 مايو 1959) هو سلطان ماليزي وسلطان جوهر الثاني والعشرين وسلطان جوهر الحديثة الثاني. كان من أثرى أثرياء ماليزيا.
واصل السلطان إبراهيم سياسة العلاقات الودية مع تاج المملكة المتحدة، وغالبًا ما كان يتلاعب بصداقته مع ملوك بريطانيا الحاكمين لإحباط الطموحات التوسعية للمكتب الاستعماري البريطاني. لكنه أصبح غير محبوب إلى حد كبير في وطنه الأم لمعارضته لاستقلال ملايو. قاده هذا إلى قضاء معظم وقته بعيدًا عن جوهر، والسفر على نطاق واسع في أوروبا، وخاصة إلى بريطانيا.